# Ma Xiuzhen
Ma Xiuzhen (chinesisch 马秀针; * 5. Juli 2000) ist eine chinesische Leichtathletin, die sich auf den Langstreckenlauf spezialisiert hat.

## Sportliche Laufbahn
Erste internationale Erfahrungen sammelte Ma Xiuzhen im Jahr 2023, als sie beim Meishan-Halbmarathon in 1:11:25 h siegte. Anschließend belegte sie bei den Asienmeisterschaften in Bangkok in 16:35,72 min den sechsten Platz im 5000-Meter-Lauf und wurde dann bei den World University Games in Chengdu in 16:13,98 min Fünfte. Zudem belegte sie dort im 10.000-Meter-Lauf in 34:30,14 min den vierten Platz. Im November gelangte sie bei den Halbmarathon-Asienmeisterschaften in Dubai nach 1:15:27 h auf den vierten Platz. Im Jahr darauf wurde sie bei den Crosslauf-Asienmeisterschaften 2024 in Hongkong in 38:58 min Fünfte im Einzelbewerb. 2025 belegte sie bei den Asienmeisterschaften in Gumi in 33:42,03 min den neunten Platz über 10.000 Meter und anschließend gelangte sie bei den World University Games in Bochum mit 33:04,85 min auf den zwölften Platz. Zudem siegte sie in 1:12:48 h im Halbmarathon und sicherte sich in der Teamwertung die Silbermedaille und kam im Finale über 5000 Meter nicht ins Ziel.

## Persönliche Bestleistungen
- 5000 Meter: 15:31,86 min, 9. Juni 2024 in Portland
- 10.000 Meter: 32:17,41 min, 6. Mai 2023 in Walnut
- Halbmarathon: 1:11:25 h, 12. März 2023 in Meishan
- Marathon: 2:33:26 h, 17. April 2022 in Hangzhou